# RD-0237
O RD-0237 (GRAU Index 15D114) é um motor vernier que queima N2O4 e UDMH num ciclo de geração de gás. Ele é usado no UR-100UTTKh, com a função de suprir empuxo vetorial inclinando seu bocal num eixo. Apesar desse motor ter saído de linha, o ICBM UR-100N e o Strela permaneceram operacionais até 2015.